# Mouvement de libération nationale (Albanie)
Pour les articles homonymes, voir Mouvement de libération nationale (homonymie).
Le Mouvement de libération nationale (Lëvizje nacionalçlirimtare en albanais, LNÇ), également traduit par Front de libération nationale, était une organisation regroupant des groupes de résistance à l'occupant italien et allemand en 1942-1943.

## Histoire
Le 7 avril 1939, les troupes de Mussolini envahissent l’Albanie. À partir de 1941, la résistance albanaise s'organise autour du Parti communiste d'Albanie sous la direction d'Enver Hoxha et en liaison avec le mouvement de Tito en Yougoslavie. 
Le 16 septembre 1942, la première Conférence de libération nationale, à Pezë, regroupe communistes et nationalistes de diverses tendances, dont le Balli Kombëtar et donne naissance au Mouvement de libération nationale (MLN), dirigé par huit membres dont Enver Hoxha et Abaz Kupi. Le MLN n'est qu'une alliance de circonstance entre communistes et royalistes. 
Abaz Kupi, exclu du MLN en novembre 1943 quand le mouvement passe sous le contrôle exclusif des communistes, fonde le parti de la Légalité (Legaliteti en albanais), fidèle au roi Zog Ier.

### Partisans célèbres
- Enver Hoxha
- Aristotel Samsuri
- Baba Faja Martaneshi